# Bandera de Baixa Saxònia

Bandera estatal al mar i aigües interiors.

La bandera de Baixa Saxònia utilitza el disseny de la bandera d'Alemanya, tres franges horitzontals de color negre, vermell i groc, amb l'escut d'armes lleugerament desplaçat cap al pal. L'escut mostra un cavall saxó blanc sobre un camp de gules i està fimbriat en negre i sobrepassa els límits de la franja central. La ràtio és 3:5.
Existeix una variant utilitzada com a bandera estatal al mar i aigües interiors (Landesdienstflagge), la qual acaba amb retall triangular en el costat exterior. També és utilitzada en certs cotxes oficials.

## Història
La bandera fou introduïda l'1 de maig de 1951 i oficialitzada l'1 d'octubre de 1952. Un cop acabada la Segona Guerra Mundial es feu necessària una bandera neutral per a representar a l'estat de la Baixa Saxònia, ja que agrupava les entitats anteriorment separades de Hannover, Brunswick, Oldenburg i Schaumburg-Lippe.